# Observatorio DESC
Observatorio DESC  (Derechos Económicos, Sociales y Culturales) es una plataforma que reúne entidades y personas fundada en 1998 con el objetivo principal de mostrar, promover y defender los derechos económicos, sociales, culturales y ambientales - derecho a la vivienda, al trabajo, a la educación, en la salud, al alimentación - como derechos humanos fundamentales en el mismo grado que se encuentran reconocidos los derechos civiles y políticos.